# Zadie Smith
Zadie Adeline Smith FRSL (n. 25 octombrie 1975, Londra, Anglia, Regatul Unit) este o romancieră, eseistă și scriitoare de proză scurtă engleză. Romanul său de debut, Dinți albi (2000), a devenit imediat un bestseller și a câștigat mai multe premii. Este profesor titular în Scriere Creativă la Universitatea din New York din septembrie 2010.

## Copilărie
Smith s-a născut în Willesden, în partea de nord-vest a burgului Brent din Londra, într-o familie mixtă, cu mamă jamaicană, Yvonne Bailey, și tată englez, Harvey Smith, care era cu 30 de ani mai în vârstă decât soția sa. La vârsta de 14 ani, și-a schimbat numele din Sadie în Zadie.
Mama lui Smith a crescut în Jamaica și emigrat în Anglia în 1969. Părinții lui Smith au divorțat pe când era adolescentă. Are o soră vitregă, un frate vitreg și doi frați mai mici (unul este rapper-ul și comedianul Doc Brown, iar celălalt este rapper-ul Luc Skyz). Pe când era copil, Smith era pasionat de step, iar în adolescență a considerat o carieră în teatrul muzical. În timp ce era la universitate, Smith a câștigat bani cântând jazz și a vrut să devină jurnalistă. În ciuda ambițiilor de dinainte, literatura a devenit principalul său interes.

## Educație
Smith a învățat la școli locale publice, Malorees Junior School și Hampstead Comprehensive School, iar apoi a studiat literatura engleză la King's College, Cambridge. Într-un interviu cu The Guardian în anul 2000, Smith a corectat un ziar care afirma că ea a obținut la Cambridge diploma de licență cu două calificative First: „de fapt, am primit un al treilea la Partea Întâi”, a spus ea. A absolvit cu diplomă upper-second.
Se pare că Smith a fost respinsă din Cambridge Footlights de cuplul de comedie britanic popular Mitchell și Webb, în timp ce toți trei studiau la Universitatea din Cambridge în anii 1990.
La Cambridge, Smith a publicat o serie de povestiri scurte într-o colecție studențească de scrieri numită The Mays Anthology. Acestea au atras atenția unei edituri, care i-a oferit un contract pentru primul ei roman. Smith a decis să contacteze un agent literar și a fost reprezentată de A.P. Watt. Smith s-a întors să redacteze antologia ca invitat în 2001.

## Carieră
Romanul de debut al lui Smith, Dinți Albi, a fost introdus în lumea editorială în 1997, înainte de a fi terminat. Pe baza unui manuscris parțiaș, a avut loc  o licitație pentru drepturi, care a fost câștigată de Hamish Hamilton. Smith a terminat Dinți Albi în ultimul său an la Universitatea din Cambridge. Publicat în 2000, romanul a devenit imediat un best-seller și a primit multe aprecieri. A fost apreciat la nivel internațional și a câștigat o serie de premii, printre care Premiul James Tait Black Memorial și Premiul Betty Trask. Romanul a fost adaptat pentru televiziune in 2002. În iulie 2000, debutul lui Smith a fost subiect de discuție într-un controversat eseu de critică literară de James Wood, intitulat „Human, All Too Inhuman” (în traducere, „Uman, Prea Inuman”), în care Wood critică romanul ca parte a unui gen contemporan numit realism isteric, în care „'[i]nformația a devenit noul personaj”, și în care menționează că sentimentele umane sunt absente în ficțiunea contemporană. Într-un articol pentru The Guardian, în octombrie 2001, Smith a răspuns la critici, fiind de acord cu precizia termenului și cu argumentul de bază al lui Wood cum că „orice roman care are ca scop isteria va fi acum depășit fără efort”. Cu toate acestea, ea a respins alăturarea romanului său de debut cu autori importanți precum David Foster Wallace, Salman Rushdie și Don DeLillo și refutarea inovațiilor acestora pe baza argumentului de realism isteric. Cu sinceritate a răspuns și preocupărilor lui Wood referitoare la literatura și cultura contemporană, descriind propria anxietate ca scriitor, și a susținut că literatura ar trebui să fie „nu o separare între cap și inimă, ci utilizarea utilă a ambelor”.
Al doilea roman al lui Smith, The Autograph Man, a fost publicat în 2002 și a fost un succes comercial, deși nu a fost la fel de bine primit de către critici precum Dinți Albi.
Al treilea roman al lui Smith, On Beauty, a fost publicat în septembrie 2005. Acțiunea este situată în mare parte în și în jurul Greater Boston. Romanul a atras mai multe aprecieri critice decât Autograph Man: a fost nominalizat la Premiul Booker și a câștigat în 2006 Premiul Orange pentru Ficțiune și Premiul Anisfield-Wolf.
După ce a predat ficțiune la Universitatea Columbia, Smith s-a alăturat Universității din New York ca profesor titular de ficțiune în 2010.
Romanul NW a fost publicat în 2012. Acțiunea are loc în Kilburn, în nord-vestul Londrei, titlul fiind o referință la codul poștal local, NW6. NW a fost nominalizat pentru Premiul Ondaatje al  Royal Society of Literature și Premiul Orange pentru Ficțiune. NW a fost transformat într-un film de televiziune de BBC, regizat de Saul Dibb și adaptat de către Rachel Bennette. În rolurile principale joacă Nikki Amuka-Bird și Phoebe Fox, fiind difuzat pe BBC Two pe 14 noiembrie 2016.
Al cincilea roman al lui Smith, Swing Time, a fost publicat în noiembrie 2016. Cartea a fost nominalizată pentru Premiul Booker 2017.

## Viață personală
Smith l-a cunoscut pe Nick Laird la Universitatea Cambridge. S-au căsătorit în 2004, în Capela de la King's College, Cambridge. Smith a dedicat romanul On Beauty pentru „dragul meu Laird”. De asemenea, i-a folosit numele în trecere în Dinți Albi:„Și toți bărbații bine, toate partidele ca băiatu' tău Nicky Laird, toți au murit”.
Cuplul a trăit în Roma, Italia, în perioada noiembrie 2006-2007, iar acum locuiesc în New York City și Queen's Park, Londra. Au doi copii, Katherine (Kit) și Harvey (Hal).
Smith se descrie ca „nereligioasă” și nu a fost crescută într-o religie, deși păstrează o „curiozitate” despre rolul pe care religia îl joacă în viețile altora. Într-un eseu care explorează punctele de vedere umanist și existențialist despre moarte și acțiunea de a muri, Smith caracterizează viziunea sa asupra lumii ca „umanist sentimental”.

### Romane
- Dinți Albi (2000)
- The Autograph Man (2002)
- On Beauty (2005)
- NW (2012)
- Swing Time (2016)